# Teodorico Baeck
Teodorico Baeck fue un jesuita, matemático y escritor de Alemania, probablemente de Friburgo, del siglo XVII.

## Biografía
Baeck pasó parte de su vida en Friburgo, pasando a Suiza de mayor, destacando mucho en la enseñanza, en particular las matemáticas, que dominaba con gran perfección y se le reclamaba de remotos países.
Como escritor compuso distintas obras, todas de las ciencias a las que se había entregado como "Tubo óptico-geométrico nuevo", memoria que mostró en un certamen, o "Arquitectura militar defensiva, opugnar y defensa", tratado de fortificación militar, que se vio forzado a escribir por vivir entre los suizos, grandes soldados de Europa.

## Obra
- Tubum opticum-geometricum novum, Friburgo, 1632.
- Architectonicam militarem deffensivam, oppugnatam et defensam, Lucerna: Juan Hederle, 1634.
- Otras